# Lost in Your Eyes
Lost in Your Eyes é o sexto single da cantora norte-americana Debbie Gibson, e o primeiro de seu segundo álbum Electric Youth. Lançado em dezembro 1988 no Reino Unido e janeiro de 1989 nos Estados Unidos. A balada alcançou o primeiro lugar na Billboard Hot 100 dos EUA e permaneceu lá por três semanas, tornando-se seu single de maior sucesso. No Canadá também alcançou o número um por três semanas, e fora da América do Norte, "Lost in Your Eyes" teve sucesso moderado nas paradas, alcançando o número sete na Austrália e o top 40 na Bélgica, Irlanda, Espanha e Reino Unido.

## Informações
A canção foi escrita pela própria Deborah Gibson no final de 1987, então com apenas 17 anos de idade, e publicada pela Creative Bloc Music, Ltd. e Deborah Ann's Music no início de 1988, com os direitos eventualmente administrados pela Music Sales Corporation (ASCAP). Um arranjo beta foi executado no "Out of the Blue Tour".
No Brasil, integrou a trilha sonora internacional da novela O Salvador da Pátria, e foi o tema dos personagens Marina Sintra (Betty Faria) e João Matos (José Wilker).

## Lista de faixas
Todas as faixas são escritas por Deborah Gibson.
US 7” Vinil Single / Cassete Single / Japanese 3” Mini-CD Single
1. Lost in Your Eyes (LP Version) 3:34
2. Silence Speaks (A Thousand Words) (Acoustic Mix) 3:37

US Promo CD Single
1. Lost in Your Eyes (LP Version) 3:34

## Desempenho em tabelas musicais
| Tabelas (1988-89)                             | Posição |
| --------------------------------------------- | ------- |
| Austrália (ARIA)                              | 7       |
| Bélgica (Ultratop Top 50 Flanders)            | 34      |
| Canadá (RPM)                                  | 1       |
| Espanha (Spain Top 40 Radio)                  | 34      |
| Estados Unidos Billboard Hot 100              | 1       |
| Estados Unidos Adult Contemporary (Billboard) | 3       |
| Irlanda (IRMA)                                | 18      |
| Países Baixos (Dutch Top 40)                  | 45      |
| Nova Zelândia (Recorded Music NZ)             | 44      |
| Reino Unido (The Official Charts Company)     | 34      |

### Paradas de final de ano
| Tabelas (1989)       | Posição |
| -------------------- | ------- |
| Canadian RPM Top 100 | 7       |
| US Billboard Hot 100 | 13      |